# Tweede Kamerverkiezingen 2002/Kandidatenlijst/SGP
De kandidatenlijst voor de Tweede Kamerverkiezingen 2002 van de Staatkundig Gereformeerde Partij (SGP) was als volgt:

## De lijst
- vet: verkozen
- schuin: voorkeurdrempel overschreden

1. Bas van der Vlies - 147.030 stemmen
2. Kees van der Staaij - 7.107
3. Elbert Dijkgraaf - 2.334
4. Eppie Klein - 1.071
5. Arie Noordergraaf - 520
6. Diederik van Dijk - 518
7. A.G. Bregman - 289
8. A. Weggeman - 145
9. P.C. den Uil - 224
10. Hans Tanis - 229
11. Gerrit Holdijk - 310
12. George van Heukelom - 238
13. M. Bogerd - 329
14. J.D. Heijkamp - 199
15. Roelof Bisschop - 326
16. Adri van Heteren - 294
17. F.W. de Boef - 81
18. Dirk-Jan Budding - 451
19. L. Bolier - 81
20. C.S.L. Janse - 28
21. L.G.I. Barth - 85
22. W. Fieret - 132
23. A.P. de Jong - 82
24. Peter Schalk - 100
25. A. Beens - 338
26. Bert Scholten - 234
27. J. Slingerland - 70
28. T. de Jong - 293
29. M.J. Kater - 128
30. Peter Zevenbergen - 296

PvdA · VVD · CDA · D66 · GroenLinks · SP · SGP · VSP · NMP · PvdT · VIP & Ouderenunie · ChristenUnie · Duurzaam Nederland · Leefbaar Nederland · LPF · Republikeinse Volkspartij
1918 · 1922 · 1925 · 1929 · 1933 · 1937 · 1946 · 1948 · 1952 · 1956 · 1959 · 1963 · 1967 · 1971 · 1972 · 1977 · 1981 · 1982 · 1986 · 1989 · 1994 · 1998 · 2002 · 2003 · 2006 · 2010 · 2012 · 2017 · 2021 · 2023